# Коркоа
Коркоа (фр. Corquoy) насеље је и општина у централној Француској у региону Центар (регион), у департману Шер која припада префектури Сент Аман Монрон.
По подацима из 2011. године у општини је живело 241 становника, а густина насељености је износила 10,65 становника/km². Општина се простире на површини од 22,62 km². Налази се на средњој надморској висини од 137 метара (максималној 174 m, а минималној 128 m).

## Демографија
| 1962. | 1968. | 1975. | 1982. | 1990. | 1999. | 2011. |
| ----- | ----- | ----- | ----- | ----- | ----- | ----- |
| 228   | 250   | 222   | 216   | 236   | 207   | 241   |

График промене броја становника у току последњих година